# Lagarde-d'Apt
 Lagarde-d'Apt  es una población y comuna francesa, en la región de Provenza-Alpes-Costa Azul, departamento de Vaucluse, en el distrito de Apt y cantón de Apt.
Está integrada en la Communauté de communes du Pays d'Apt.

## Demografía
| 27 | 37 | 40 | 40 | 33 | 26 |
| Para los censos de 1962 a 1999 la población legal corresponde a la población sin duplicidades (Fuente: INSEE [Consultar]) |    |    |    |    |    |